# Castelo de Assumar
O Castelo de Assumar localizava-se na vila e na Freguesia de Assumar, no Município de Monforte, Distrito de Portalegre, em Portugal.

## História

### Antecedentes
A primitiva ocupação humana da região remonta ao Neolítico, conforme abundantes testemunhos ali encontrados.
A região foi conquistada por D. Afonso Henriques em data incerta, voltando à posse muçulmana para ser definitivamente recuperada por D. Sancho I, também em data incerta.

### O castelo medieval
À época do reinado de D. Dinis (1279-1325), a vila de Assumar recebeu privilégios (1298), tendo se libertado do domínio administrativo do termo e vila de Monforte em 1314. O seu filho e sucessor, D. Afonso IV (1325-1357), fez erguer, em 1332, uma pequena fortificação para a defesa das suas gentes, conforme inscrição epigráfica actualmente na fachada sul da Igreja:
"Em nome de Deus amem. Era de mil CCCLXX anos se fez este castelo em senhorio do mui nobre Rey Dom Affonso de Portugal e do Algarve filho do mui nobre Rey Deniz. Me Francisco, M."
À época da crise de 1383-1385, o Condestável D. Nuno Álvares Pereira, à frente das forças portuguesas, teria se detido na Igreja de Nossa Senhora dos Milagres de Assumar, após a vitória sobre Castela na batalha dos Atoleiros.
Em 1482, D. João II doa a Gonçalo Alvarez a alcaidaria-mor da vila e o Castelo de Assumar, concedendo-lhe ainda a posse do reguengo e a portagem.
Sob o reinado de D. Manuel I (1495-1521), a povoação e seu castelo encontram-se figurados por Duarte de Armas (Livro das Fortalezas, c. 1509). Era seu alcaide, à época, Gonçalo Álvares de Abreu (1480-1512).

### Do século XVI aos nossos dias
No contexto da Guerra da Restauração, em 1662 Assumar sofreu a ocupação das tropas espanholas sob o comando de D. João d’Áustria, tendo o castelo sofrido extensos danos na ocasião.
Posteriormente, em 1701, foi novamente ocupada por tropas inimigas vindo a sofrer novamente danos nas suas defesas.
No século XIX ainda se encontrava de pé uma parte da fortificação. Nessa fase, esses restos foram demolidos e a inscrição epigráfica transferida para a torre da Igreja. Chegou até aos nossos dias um pequeno troço do pano da sua primitiva muralha. Estes vestígios não se encontram classificados pelo poder público português.